# Ion Buzea
Ion Buzea (* 14. August 1934 in Cluj) ist ein rumänischer Opernsänger (Tenor).

## Leben
Nach dem Abitur studierte er Geologie und Bergbau. Gleichzeitig fing er an, seine Stimme bei Lya Popp in Cluj und später bei Luigi Ricci in Rom auszubilden.
Er debütierte 1958 an der Oper in Cluj als Alfredo in La traviata. Kurz danach gewann er den George-Enescu-Gesangswettbewerb und wechselte an die Opera Națională București. Der Weg führte ihn bald an die Wiener Staatsoper und weiter an alle großen Opernhäuser der Welt.
Im Mittelpunkt seines großen Bühnenrepertoires standen heldische Partien aus dem italienischen, französischen, deutschen und slawischen Repertoire. Außerdem widmete er sich einer umfangreichen Konzerttätigkeit.
Es entstanden zahlreiche Aufnahmen sowie Film- und Fernsehauftritte.

## Diskografie
- Verdi: Rigoletto (Gesamtaufnahme; Aufnahme Bukarest 1965), 1999
- Verdi: La Traviata (Gesamtaufnahme; Bukarest 1968), 1999
- Pure Classical Gold, 2003

Verdi: Auszüge aus Rigoletto -Falcon L-St 7048 P 1966